# Deneuille-lès-Chantelle
Deneuille-lès-Chantelle é uma comuna francesa na região administrativa de Auvérnia-Ródano-Alpes, no departamento Allier. Estende-se por uma área de 8 km². Em 2010 a comuna tinha 84 habitantes (densidade: 10,5 hab./km²).